# Румен Аврамов
Вижте пояснителната страница за други личности с името Аврамов.
Румен Любенов Аврамов е български икономист и стопански историк.

## Биография[1]
Роден е на 18 април 1953 г. в Париж (Франция). Завършва средно образование в Lycee de l’Alliance Francaise в Сантяго де Чили (1969) и висше във Висшия икономически институт „Карл Маркс“ в София (1974). Доктор по икономика (1986).
Работи дълго време в Икономическия институт на Българска академия на науките. От 1990 г. е икономически съветник на президента Желю Желев, а през 1991 г. е сред основателите на Агенцията за икономическо програмиране и развитие, на която известно време е заместник-председател. От 1994 г. е член на Управителния съвет на Центъра за либерални стратегии, а през 1997 – 2002 г. е член на Управителния съвет на Българска народна банка.
Член на управителния съвет на Българската макроикономическа асоциация.